# Laurent Chouchan
Pour les articles homonymes, voir Chouchan.
Laurent Chouchan est un acteur, réalisateur et scénariste français.

## Biographie
Il s'investit en tant qu'animateur au début des années 1980 dans les radios libres comme Radio Carbone 14 et OÜI FM.
Il a participé à la création de la série télévisée Joséphine, ange gardien sur TF1.

## Filmographie

### Comme acteur
- 1985 : Rouge Baiser
- 2000 : Épouse-moi : L'inspecteur 2
- 2001 : Vertiges de l'amour : Rémi

### Comme réalisateur
- 2001 : Vertiges de l'amour
- 2008 : Ça se soigne ?

### Comme scénariste
- 1988 : Voisin, voisine (série télévisée)
- 1992 : Léo et Léa (série télévisée)
- 1994 : Novacek (série télévisée)
- 1994 : Une nounou pas comme les autres (TV)
- 1994 : Navarro (série télévisée)
- 1995 : Une nana pas comme les autres (TV)
- 1996 : Cargo infernal
- 1997 : Souhaitez-moi bonne chance (TV)
- 1997- : Joséphine, ange gardien (TV) (encore en production)
- 1998 : De gré ou de force (TV)
- 2000 : Épouse-moi
- 2001 : Tanguy
- 2001 : Vertiges de l'amour
- 2003 : Mauvais esprit
- 2004 : La confiance règne
- 2008 : Ça se soigne ?
- 2008 : Agathe Cléry
- 2019 : Tanguy, le retour